# Лебединский, Валерий Ефимович
Валерий Ефимович Лебединский (род. 22 апреля 1940) — русский поэт, прозаик, драматург, издатель.

## Биография
Родился 22 апреля 1940 года в Кременчуге Полтавской области. Отец (1911—1987) — старший следователь, майор милиции; мать (1911—1994) — врач-эпидемиолог. Окончил два факультета Одесского государственного университета имени И. Мечникова: юридический (1965) и исторический (1971) Преподавал историю, политэкономию, основы советского права. Избирался секретарём комсомольской организации. Был делегатом городских комсомольских конференций.
Член Союза писателей Москвы, Союза российских писателей и Союза журналистов России. Почётный член Международного союза писателей имени святых Кирилла и Мефодия (Болгария). Автор восемнадцати книг поэзии, прозы и драматургии.
Лауреат литературных премий:
Артиады народов России, гильдия мастеров (2011 г., пьесы в стихах о Цветаевой, Фете, Есенине)
Международного конкурса пьес для детей и юношества «Калейдоскоп-ХХ1» (2016 г., пьеса о Блоке и Белом)
Международного литературного конкурса «История и легенды-2» в номинации «Поэзия». (Болгария, Международный союзом писателей имени святых Кирилла и Мефодия, 2022 г.) 
Переводился на даргинский, башкирский, французский, болгарский и сербский языки.
В девяностые годы — один из основателей и редактор-составитель литературного альманаха «Третье дыхание». При участии Лебединского вышло 24 номера. В 2000-м году учредил издательство «Муза творчества»; в 2001-м — всероссийский литературный альманах «Муза» (с 2009 года — международный альманах). К настоящему времени (январь 2025 года) вышло 36 номеров и две антологии: «Шедевры „Музы“» (М., 2016) и «Век двадцать первый» (М., 2022). Основатель и руководитель литературной студии «Ветеран» (2000—2010 гг.)
Член правления Московского общества дружбы с Арменией, входил в составы делегаций.
Принимал участие в работе Международных литературных чтений в Польше, Болгарии, Турции (Сопот, Гданьск, 2009 и 2010 гг.; Варна, 2010 и 2018 гг., Кайсери, 2011 г.). Делегат Венского и Черногорского литературных фестивалей (Вена, Братислава, 2009 г., Дженовичи, 2010 г.)
В 2011 году под общей редакцией В. Е. Лебединского вышел справочник Союза писателей Москвы.
В 2015, 2016 и 2017 гг. — член жюри Международного форума поэзии и музыки «Фермата» (Москва).
С января 2019 года параллельно с редактурой «Музы», — главный редактор международного литературного альманаха «Золотое руно».

## Книги
1. «Веранда памяти». Книга стихов. М., Интер-Весы, 1992 г.
2. «Порыв, трепещущий в ознобе». Сборник стихов. М., Интер-Весы, 1994 г.
3. «Дни счастья, бывшие вдали». (Пьеса в стихах о Марине Цветаевой). М., Интер-Весы, 1994 г.
4. «Избранное». М., Муза творчества, 2000 г.
5. «А был рассвет». (Пьесы в стихах об Афанасии Фете и Сергее Есенине). М., Муза творчества, 2005 г.
6. «Болевая причастность». Книга документальной прозы. М., Муза творчества, 2012 г.
7. «Пока горит былого свет». Драматургия. М., Муза творчества, 2013 г.
8. «Такие разные сюжеты». Драматургия. М., 2016 г., издание Нины Красновой.
9. «Повести и рассказы», М., РОО "Литературное сообщество «Новые витражи», 2019 г.
10. Драматургия в двух томах. Том первый. М., издание Валерия Лебединского, 2019 г.
11. В холоде тающей льдины. (Повесть и пьеса). Изд. Ивис, Велико Търново, Болгария, 2020.
12. В равнодушието на топящия се лед. Изд. Ивис, Велико Търново, Болгария, 2020.
13. Страницы воспоминаний. М., Новые витражи, 2020.
14. Драматургия в двух томах. Том второй. М., издание Валерия Лебединского, 2021.
15. Вокруг Зинаиды Гиппиус. Роман. М., РОО "Литературное сообщество «Новые витражи», 2021.
16. Révolte rue Soljenitsyne. (Бунт на улице Солженицына). Edition Bilingue. Lettres Russes, Paris, France, 2022. Повесть.
17. Révolte rue Soljenitsyne. (Бунт на улице Солженицына). Edition Bilingue. GINGKO, Lettres Russes, Paris, France, 2023. Издание второе.
18. Со страниц Литературной Газеты. М.: Народное образование. — 2023.

## Под редакцией В. Е. Лебединского
- Муза. Международный литературный альманах. М., 2001—2020 гг.
- Шедевры «Музы». Антология. М., 2016 г.
- Золотое руно. Международный литературный альманах, № 6. М., 2019 г.
- «Век двадцать первый». Антология поэзии. Том первый. М., РОО "Литературное сообщество «Новые витражи», 2022.